# Crystal River
Crystal River è una città degli Stati Uniti d'America situata in Florida, nella contea di Citrus.